# Ольгерд Лукашевич
О́льгерд Лукаше́вич (пол. Olgierd Łukaszewicz; нар. 7 вересня 1946, Хожув) — польський актор театру та кіно.
Українському глядачу знайомий в першу чергу завдяки своїй ролі вченого-інтелігента, який бере участь в експерименті з заморожування (гібернації), у фільмі «Сексмісія». Також відомою є роль батька Кароля Войтили у міжнародному італійсько-польському проекті, фільмі «Кароль: людина, яка стала Папою».

## Біографія
Шкільну освіту Ольгерд Лукашевич здобув у місті Катовиці, де закінчив VII Загальноосвітній ліцей (VII Liceum Ogólnokształcące im. Harcerzy Obrońców Katowic). Випускник Державної академії драматичних мистецтв у Кракові (Państwowa Wyższa Szkoła Teatralna im. Ludwika Solskiego) (1968 р.). Наступного року актор дебютував на театральній сцені краківських театрів. Першими насолодитися грою артиста мали змогу глядачі невеликих студентських театрів (Teatr Rozmaitości). Через деякий час Ольгерд Лукашевич переїздить до Варшави, з якою відтепер буде пов'язана його творча діяльність: Варшавський драматичний театр (Teatr Dramatyczny m.st. Warszawy im. Gustawa Holoubka) (1970–1973), Сучасний театр (Teatr Współczesny w Warszawie) (1973—74, 2001—03), Загальний театр (Teatr Powszechny im. Zygmunta Hübnera w Warszawie) (1974—1986), Театр «Студіо» (1986—1997), Національний театр (Teatr Narodowy) (1997—2001). З 2003 року грає у Польському театрі.
Визнаючи авторитетність актора у театральному світі, його було обрано президентом "ZASP"у — Асоціації артистів польських сцен (Związek Artystów Scen Polskich), організації, що гуртує діячів естради, театру, кіно, радіо та телебачення (2002—2005 рр.).
Першу кінороль Ольгерд Лукашевич отримав у фільмі польського режисера українсько-єврейського походження Януша Морґенштерна «Йовіта». Загалом за кінокар'єру зіграв у більш ніж 70-ти фільмах.
Серед серіальних робіт слід насамперед виділити ролі у «Поселенні» (Siedlisko) (1996 р.), «Обличчях і масках» (Twarze i maski) (2000 р.) та «Реґіні» (Regina) (2007 р.).
Жінкою актора є польська акторка Ґражина Мажец. Ольгерд Лукашевич має брата-близнюка Єжи, відомого польського режисера та оператора.

## Вибрана Фільмографія
- Dancing w kwaterze Hitlera (1968), у ролі Вальдека
- 1969 : «Сіль чорної землі» / (Sól ziemi czarnej) — Ґабріель
- Березняк/ Brzezina (1970) — фільм Анджея Вайди
- Перлина у короні / Perła w koronie (1971)
- Весілля / Wesele (1972) — фільм Анджея Вайди
- Втрачена ніч / Stracona noc (1973)
- Ночі та дні/ Noce i dnie (1975) — номінація на Оскар за найкращий фільм іноземною мовою
- Історія гріха/ Dzieje grzechu (1975) — фільм-учасник програми 28-го Каннського кінофестивалю
- Gorączka. Dzieje jednego pocisku (1980) — фільм Аґнєшки Холланд
- Допит / Przesłuchanie (1982), у ролі чоловіка Антоніни
- Вовчиця / Wilczyca (1983), у ролі офіцера Отто
- Wierna rzeka (1983)
- Сексмісія/ Seksmisja (1984), у ролі Альберта
- Zabij mnie glino (1987)
- Кінгсайз/ Kingsajz (1987), у ролі Параграфа
- Декалог II/ Dekalog (1989), у ролі Анджея — фільм Кшиштофа Кесьловського
- Янчо Водонос / Jańcio Wodnik (1993)
- Відьмак/ Wiedźmin (2002), у ролі чародія Стрегобора
- Король Убю / Ubu Król (2003)
- Кароль: людина, яка стала Папою/ Karol. Człowiek, który został papieżem (2005), у ролі батька Кароля Войтили
- Катинь/ Katyń (2007), у ролі Капелана
- Generał Nil (2009), у ролі генерала Еміля Августа Фільдорфа
- Miasto z morza (2009)

## Нагороди
- 1970 — нагорода ім. Збигнєва Цибульського від тижневика «Екран»
- 1971 — титул «Зірка кіносезону» на III LLF (Фестиваль «Любуське кіноліто») у м. Лагув
- 1979 — відзнака «Срібний хрест заслуги» (Srebrny Krzyż Zasługi)
- 1986 — нагорода на Фестивалі театрів одного актора (Festiwal Teatrów Jednego Aktora)
- 2000 — відзнака «Кавалер Ордену Відродження Польщі» (Krzyż Kawalerski Orderu Odrodzenia Polski)